# JRA-UMACA
JRA-UMACA（ジェイアールエー ウマカ）は、日本中央競馬会が2018年10月より順次導入しているキャッシュレス投票ICカードシステム。中央競馬の競馬場・場外発売施設(ウインズ)でペーパーレスの勝馬投票券を購入できる電子マネーサービスである。

## 概要
従前の勝馬投票券は、現金での購入により馬券を発行する形で購入することができていたが、このJRA-UMACAは、専用のICカードを利用することにより、「現金レス・馬券レス」によりスムーズで手軽な馬券購入ができるシステムとなっている。
これを使用することで、馬券の購入記録がカードのデータとして保存（その代わりとしてレシートを発行）されるとともに、払戻金は自動的に振り込まれるため、従前の投票券の払い戻し有効期間「60日間」を気兼ねすることなく馬券を購入することができる。また第三者への悪用を防ぐため、手のひら生体認証（静脈認証）システムを採用している。
UMACAによる電子マネー馬券購入システムは、インターネット投票システムに接続している設定となっており、インターネット投票限定発売でスタートした海外競馬の馬券とWIN5の購入が、UMACAの誕生で競馬場・ウインズでも可能になった(後述)。またUMACAは、以前中央競馬の競馬場・ウインズに存在した「オッズカード」の後継商品を兼ねており、UMACAユーザー向けの情報端末「UMAポート」は、当日のレースのオッズを印刷できる従来のオッズボックスの機能が内蔵されている。

## 利用方法
- まず、JRA-UMACAを導入している競馬場・ウインズにて、「UMACA会員」への登録を済ませる必要がある。入会は無料であり、手続きに際して、ニックネーム・生年月日・暗証番号・手のひら認証用の静脈を登録する。年齢を確認するため[注釈 1]運転免許証、パスポート、住民基本台帳カード、マイナンバーカード他、公的機関・自治体などが発行する、顔写真付きの身分証明書を提示すること[3]。
  - なお、あらかじめ、JRA-UMACA特設サイトより、上記個人情報を入力し、スマートフォンのQRコード（二次元コード）を生成することによって、手続きを大幅短縮することも可能である。その場合、QRコードをあらかじめ、印刷やスクリーンショットで撮影することが必要[4]。
- UMACAカードには、入金専用口座と払戻金・返還金を受け取るための出金専用口座の2つの口座がある。入金口座に投入した金額は「投票専用残高」となり出金はできないが、出金専用口座に振り込まれた払戻金[注釈 2]は「精算可能残高」として出金可能（ただし、有効期限は最終投票日・入出金日から数えて5年）[3]。
- 入金は、導入競馬場・ウインズにある専用の端末装置を用いる。端末にカードをかざして入金ボタンを押す。入金は100円以上10円単位とし、投入した金額を「全額入金」か、「一部入金」かを選んでタッチし、一部入金である場合はその希望入金額を入力したうえで、入金専用口座に入れる。その後確認をしたうえで、もう一度UMACAカードをタッチして、レシートを受け取る。
- 投票は、まずUMACAカードを専用端末にかざし、手のひら認証の場合は端末にあるセンサーに手のひらを載せる。暗証番号の場合は暗証番号（4桁）をタッチする。次に、マークシートカード、スマッピー（スマートフォンの投票アプリ、二次元コードを使用[5]）のいずれかを読み取るか、またはタッチパネルで直接入力して、希望する競馬場・レース番号・投票方式・馬（枠）番号・投票金額を入力し、内容を確認したうえで、UMACAカードをタッチして、レシートを受け取る[6]。
- 投票履歴の確認をする場合は暗証作業までは上記と同じやり方で、タッチパネルの「投票履歴」をタッチし、受け付け番号を選択→投票した受け付け番号ごとに投票内容を確認して終了ボタンを押す[6]。
- 入出金履歴を確認する場合も、暗証作業までは上記と同じやり方で、タッチパネルの「入出金履歴」をタッチし入出金した内容を確認して終了ボタンを押す[6]。
  - なお投票・入出金履歴、オッズの確認は上記専用端末のほか、UMAポートを使っての確認も可能である[6]。UMAポートでは、1日につき20回までオッズの印刷をすることが可能（ただし、従前のオッズカードでの印字・購入は不可）となっているほか、UMACAカード利用者限定のクーポン券の発券などを行う[2]。
- 払戻金・返還金の出金をする場合は、カードをかざし、「出金」のタッチパネルを押したうえで、手のひら静脈による認証を行い[注釈 3]、「全額出金」か「一部出金」かを選んでタッチし、一部出金である場合はその希望出金額を入力して、確認画面を見た後、UMACAカードをタッチして、レシート・現金を受け取る[6]。
- 購入できる競走はJRA主催の中央競馬の全競走（WIN5も含む）、ならびにJRAが指定した日本国外で行われる競馬開催競走（いわゆる「海外馬券」）である[注釈 4]。なお当面の間、海外馬券に関しては、JRAの中央競馬開催日に行われる競走のみが対象であり[注釈 5][7][注釈 6]、平日に行われる海外馬券発売の対象競走、並びに地方競馬、また八大競走のうち、牡馬クラシック三冠・天皇賞・ジャパンカップ・有馬記念で行われている金曜日前売り発売は投票することができない。
- 2019年9月の時点では、JRAの競馬の競走が開催されている10の競馬場はすべて導入済みであり、ウインズについては、システムが整備された会場から順次導入していく[8]。
- 2023年4月からは、このJRA-UMACAの利用額などに応じた特典が利用できる「JRA-UMACAポイントサービス」が開始された[9]。
  - 本ポイントサービスは、UMACAで購入した金額（返還金除く）の0.5%をポイント（100円購入ごとに0.5ポイント付与。1ポイントにつき1円で購入可能）として付与、その他随時ボーナスポイントキャンペーンのサービスを行い、そのたまったポイントに応じて、UMACAの残高への加算や、JRAのオリジナルグッズなどのプレゼントを行う。なおサービス開始は2023年4月22日であるが、その1週前の4月16日までに新規登録、ないしはこれまでに登録された全会員を対象に先行登録キャンペーン200ポイントがプレゼントされている。

## JRA-UMACA導入履歴
☆をつけた競馬場・ウインズは、特定の指定席にて、「i-Seat」をリニューアルした在席型投票サービス「UMACAシート」が採用されている発売所。
◾をつけたウインズ・エクセルは、UMACA投票機のみを設置するキャッシュレス専用の販売場となり通常の勝馬投票券の販売は行われない。

### 導入済み
2018年9月
- 東京競馬場☆

2018年10月
- 福島競馬場☆

2018年11月
- 中京競馬場☆
- 阪神競馬場☆
- ウインズ銀座
- ウインズ難波
- ウインズ神戸

2019年4月
- 京都競馬場☆
- ウインズ新白河☆

2019年6月
- 函館競馬場
- 小倉競馬場

2019年7月
- 札幌競馬場
- 新潟競馬場☆

2019年8月
- 中山競馬場☆
- ウインズ梅田☆

2019年9月
- ウインズ新宿
- ウインズ京都
- ウインズ渋谷
- ウインズ道頓堀

2019年10月
- ウインズ名古屋☆

2019年11月
- ウインズ札幌
- ウインズ立川

2019年12月
- ウインズ後楽園

2020年1月
- ウインズ釧路

2020年2月
- ウインズ横浜

2020年8月
- ウインズ八代

2020年9月
- ウインズ横手

2020年10月
- ウインズ津軽
- ウインズ小郡
- ウインズ新横浜☆
- ウインズ石和
- ウインズ姫路
- ウインズ錦糸町
- ウインズ佐世保

2020年11月
- エクセル田無
- エクセル博多
- エクセル浜松
- ウインズ浅草
- ウインズ広島

2020年12月
- ウインズ汐留
- ウインズ高松
- ウインズ米子

2021年4月
- エクセル茨城境◾
- エクセル伊勢佐木

2021年9月
- ウインズ宮崎

2023年3月
- ライトウインズりんくうタウン

2023年11月
- ライトウインズ阿見[12]